# الألعاب الأوروبية 2015
الألعاب الأوروبية 2015 هي النسخة الأولى من بطولة الألعاب الأوروبية، أقيمت في مدينة باكو، أذربيجان في الفترة من 12 حتى 28 يونيو 2015، شارك في الدورة 6000 رياضي من 50 دولة تنافسوا في 15 لعبة أولومبية و2 غير أولومبية.